# Karina
Karina je žensko osebno ime.

## Izvor imena
Ime Karina je različica ženskega osebnega imena Katarina.

## Pogostost imena
Po podatkih Statističnega urada Republike Slovenije je bilo na dan 31. decembra 2007 v Sloveniji število ženskih oseb z imenom Karina: 113.

## Osebni praznik
Osebe z imenom Karina lahko godujejo takrat kot osebe z imenom Katarina.